# Żelistrzewo (gmina)
Żelistrzewo – dawna gmina wiejska istniejąca w latach 1973–1976 w woj. gdańskim (dzisiejsze woj. pomorskie). Siedzibą władz gminy było Żelistrzewo.
Gmina Żelistrzewo została utworzona w dniu 1 stycznia 1973 roku w powiecie puckim w woj. gdańskim Objęła siedem sołectw: Błądzikowo, Mrzezino, Osłonino, Połchowo, Smolno, Żelistrzewo i Rekowo Dolne (to ostatnie wydorębnione z Rekowa Górnego).
1 czerwca 1975 roku gmina znalazła się w nowo utworzonym mniejszym woj. gdańskim.
15 stycznia 1976 roku gmina została zniesiona przez połączenie z dotychczasową gminą Puck w nową gminę Puck.